# 第121师团 (日本陆军)
第121师团（日语：第121師団）是大日本帝國陸軍师团之一。

## 沿革
太平洋战争末期，随着更多的师团从满洲移师南部战线或者进行本土决战的准备，以強化满洲地区防御为目的，依据1945年（昭和20年）1月16日的軍令陸甲下令，开始编成第121、第122、第123、第124、第125、第126、第127和第128师团等8個师团。
第121师团是因第28师团由满洲转移至宮古島，以驻扎在滨江省成高子的第28师团残留部队为基础，外加骑兵第3旅的騎砲兵第3联队以及该旅团輜重隊一并整编而成。
1945年3月30日完成整编后，编入自满洲移师朝鲜半岛南部的第58軍。同年6月，移师济州島，在该島東部进行防御阵地的构筑以防备連合国軍由此登陆，为参加战斗即迎来终战。

## 师团概要

### 歴代师团長
- 正井義人 中将：1945年1月20日 -

### 最終司令部構成
- 参謀長：梅木留助大佐
  - 参謀：加藤功中佐
  - 参謀：市川英之進少佐

### 最終所属部隊
- 步兵第262联队（丸龟）：中西熊太大佐
- 步兵第263联队（德岛）：井野八郎大佐
- 步兵第264联队（高知）：森永清大佐
- 野火炮第121联队（善通寺）：今井建己大佐
- 工兵第121联队（善通寺）：佐藤今朝次郎少佐
- 輜重兵第121联队（善通寺）：松田謹之助中佐
- 第121师团通信隊
- 第121师团兵器勤務隊
- 第121师团病馬廠